# Киев (дальномерные фотоаппараты)
Ки́ев — семейство советских малоформатных дальномерных фотоаппаратов, выпускавшихся с 1947 по 1987 год на киевском заводе «Арсенал». Первые модели семейства представляли собой копии немецких фотоаппаратов Contax, права на выпуск которых получены в счёт репараций после войны.

## Историческая справка
Фотоаппараты Contax II и Contax III, выпуск которых начат компанией Zeiss Ikon в 1936 году, считались наиболее совершенными малоформатными камерами своего времени, и составляли серьёзную конкуренцию известной марке Leica. На момент своего появления «Контаксы» обладали самым скоростным затвором, передовым сопряжением байонета с дальномером повышенной точности и удобной перезарядкой фотоплёнки. Профессиональные фотожурналисты разных стран пользовались этим типом фотоаппаратуры, часто предпочитая его более дешёвым «Лейкам».
После Второй мировой войны все германские патенты были аннулированы странами Антигитлеровской коалиции, и довоенные немецкие разработки получили статус общественного достояния. Этим сразу же воспользовались производители фототехники, заимствовавшие удачные технические решения немецких фотоаппаратостроителей. Уже в 1948 году в Японии начат выпуск фотоаппарата Nikon I, конструкция которого во многом повторяла Contax. В сентябре 1945 года советской оккупационной администрацией принято решение возобновить производство «Контаксов» на заводе Carl Zeiss в Зальфельде. Заводы Zeiss Ikon в Дрездене, выпускавшие эти фотоаппараты до конца войны, по итогам Ялтинских соглашений подлежали конфискации и демонтажу. Первоначально предполагалось использовать конфискованное оборудование для производства фотоаппаратов под названием «Волга» на заводе № 237 в Казани, но в итоге выбор был изменён в пользу киевского завода №784.

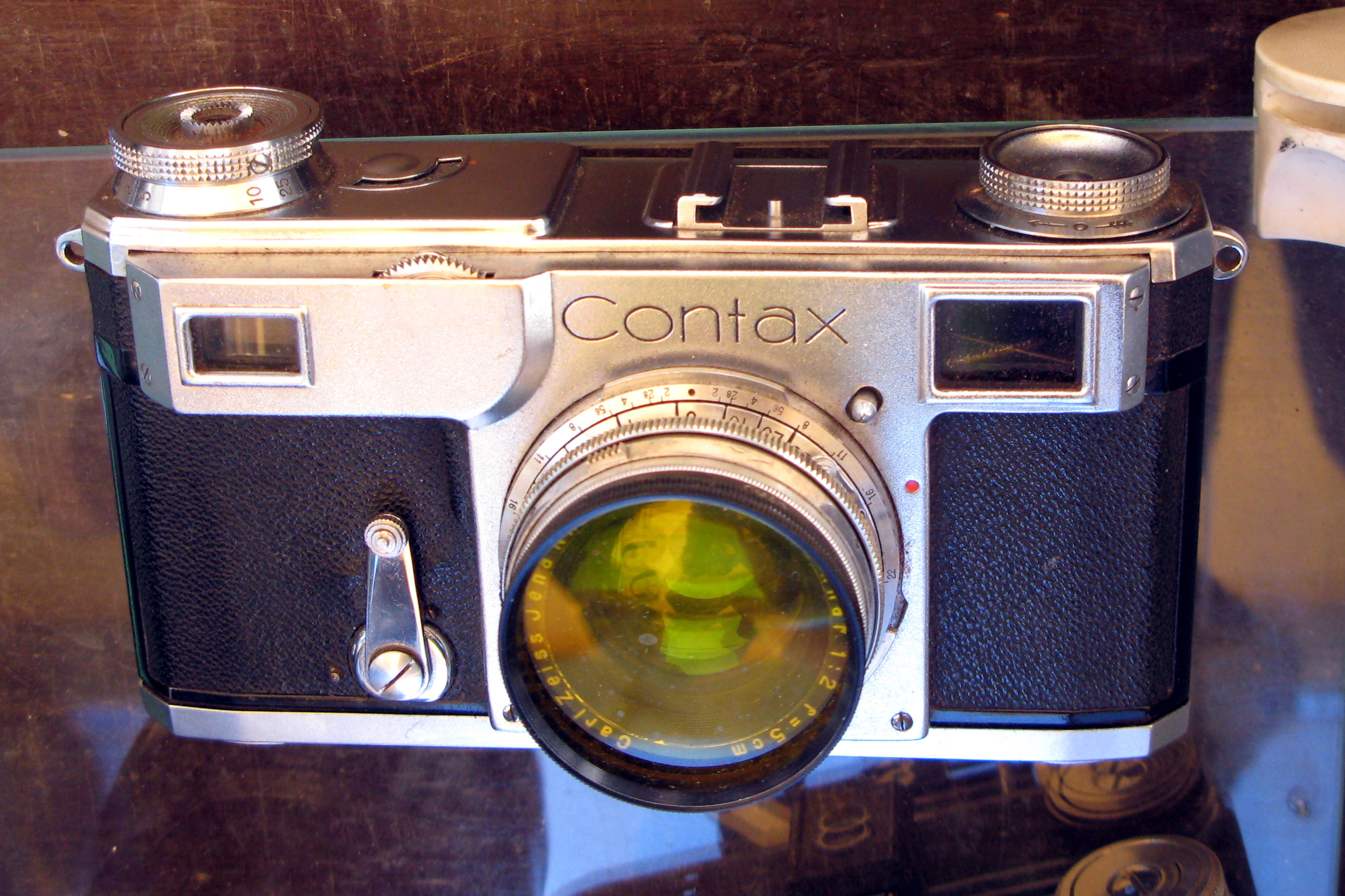
Фотоаппарат Contax II, модель 1936 года

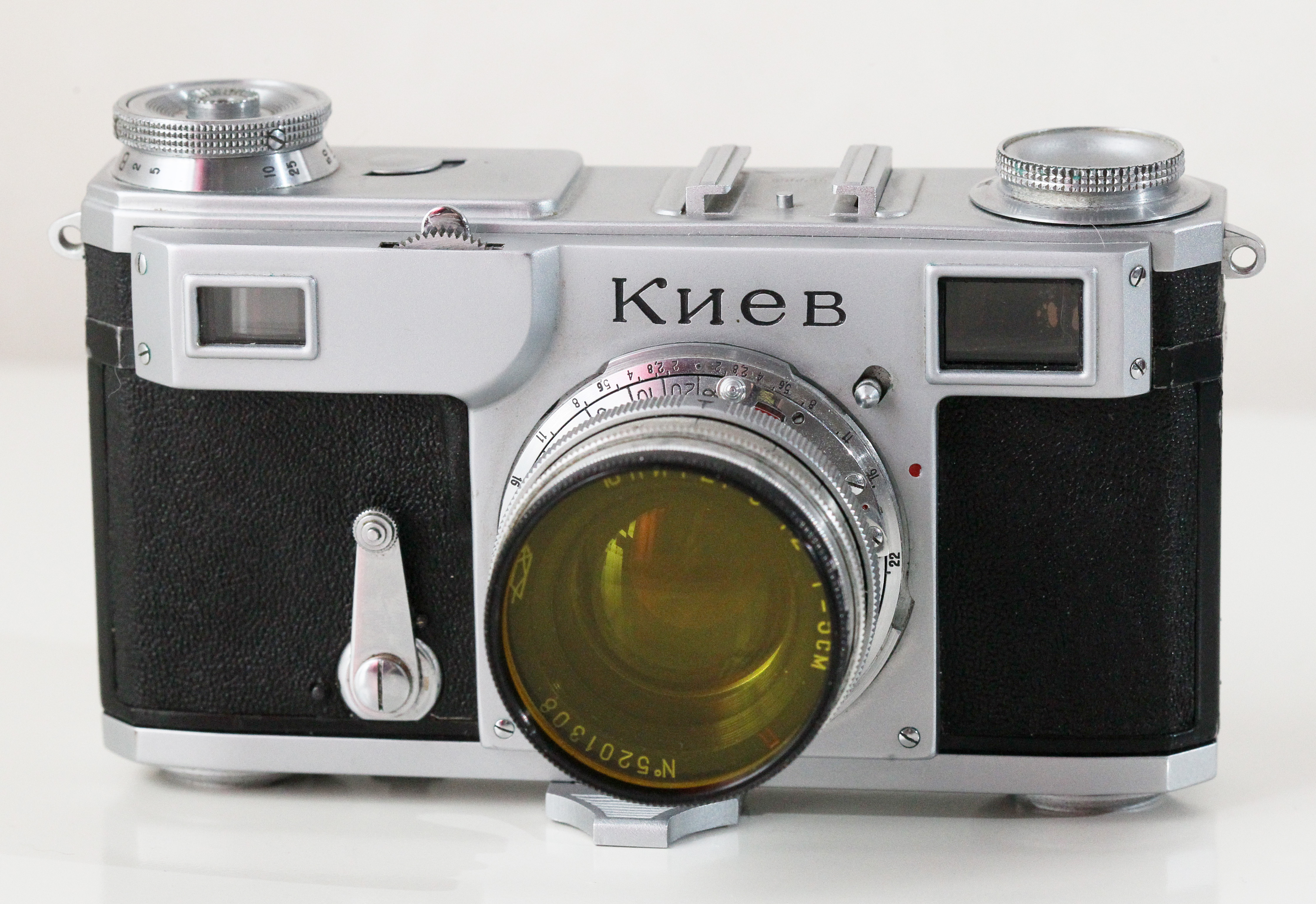
Фотоаппарат «Киев-II» выпуска 1952 года

Однако, в процессе транспортировки существенная часть станков была утеряна или получила повреждения, и организация полноценного производства оказалась невозможной. Кроме того, в результате бомбардировок были повреждены даже сейфы с документацией, находившиеся в подвале здания, и оригинальные чертежи фотоаппаратов были утрачены. Почти всю производственную документацию пришлось восстанавливать заново обмером оставшихся экземпляров камер: эти работы были завершены в феврале 1946 года. Поэтому Contax послевоенных выпусков имеет множество мелких отличий от оригинальной конструкции. Среди специалистов принято называть выпущенные в Зальфельде фотоаппараты Jena Contax, чтобы устранить путаницу с довоенным Dresden Contax.
Всего в Зальфельде выпущено около 2000 комплектов деталей для Contax II и III, часть из которых была собрана и отправлена в СССР в счёт репараций. В 1947 году налаженные линии были демонтированы, перевезены в Киев и установлены в фотоцехе № 10. Вместе с оборудованием в Киев прибыли немецкие специалисты из Carl Zeiss и Zeiss Ikon, руководившие запуском нового цеха. Крупносерийному производству предшествовал двухлетний выпуск небольших партий из деталей, изготовленных в Зальфельде, где успели пройти обучение советские специалисты. Первая партия выпущена к майским праздникам, а к тридцатой годовщине Октябрьской революции в ноябре запущено полноценное серийное производство. В 1948 году было собрано 1400 фотоаппаратов. 
В конце 1949 года начат выпуск фотоаппаратов из деталей собственного производства. Объективы для первых фотоаппаратов собирались на заводе №393 в Красногорске. Готовые линзовые блоки для них поставлялись из Германии, и устанавливались как в байонетные оправы для «Киевов», так и в резьбовые для фотоаппаратов «Зоркий». В маркировке таких объективов отражено их иностранное происхождение: «ЗК» («Зоннар» красногорский), «БК» («Биогон» красногорский), «БТК» («Биотар» красногорский) и т. д. В 1948 году производство было полностью перенесено в СССР, где объективы выпускались из вывезенных запасов немецкого оптического стекла. Тогда же объективы получили название «Юпитер». В 1954 году под руководством оптика Михаила Мальцева объективы перерассчитаны под советский сортамент оптических стёкол, поскольку немецкое стекло было полностью израсходовано. Внутри СССР немецкое происхождение фотоаппаратов и объективов не афишировалось.
За четыре десятилетия выпуска камеры «Киев» претерпели ряд конструктивных изменений, которые носили косметический характер и не касались ключевых технических решений, заложенных в прототипе. Не был устранён даже один из главных недостатков оригинального Contax: неудобное расположение окна дальномера, которое часто перекрывалось пальцами правой руки и мешало нормальному захвату. В западногерманской версии Contax IIa и Contax IIIa, выпуск которых начат в Штутгарте в 1951 году, окно перенесли ближе к объективу, изменив всю конструкцию дальномера. Так же поступили инженеры корпорации Nippon Kogaku, разрабатывавшие Nikon S. Завод «Арсенал» предпринял такую попытку значительно позже в неудачной модели «Киев-5», выпуск которой был недолгим. Курковый взвод, ставший всеобщим стандартом к началу 1960-х годов, применить на дальномерных «Киевах» без кардинального изменения сложного механизма установки выдержек было невозможно, и курок «Киева-5» сделал этот узел самым ненадёжным. Выпуск семейства продолжался даже тогда, когда дальномерная фотоаппаратура практически вышла из употребления, уступив свои позиции зеркальной. 
Износ оборудования, вывезенного из Германии, а также общее падение культуры производства привели к тому, что камеры «Киев» потеряли своё главное преимущество — высокую надёжность, и в конце концов в 1987 году их производство было прекращено. В 2002 году выпуск мелких партий доработанных фотоаппаратов из складских запасов завода начала совместная украино-американская компания Kiev Camera. Кроме того, на международном рынке появились фальшивые «Контаксы», переделанные из «Киевов» со сфрезерованным оригинальным шильдиком. На его место размещался логотип Contax, а переднее кольцо объектива «Юпитер-8М» заменялось таким же с маркировкой Sonnar. Несмотря на широкую известность истинного происхождения, украинские «Контаксы» и перелицованные «Юпитеры» пользуются спросом, как дешёвые аналоги настоящих.

## Модельный ряд

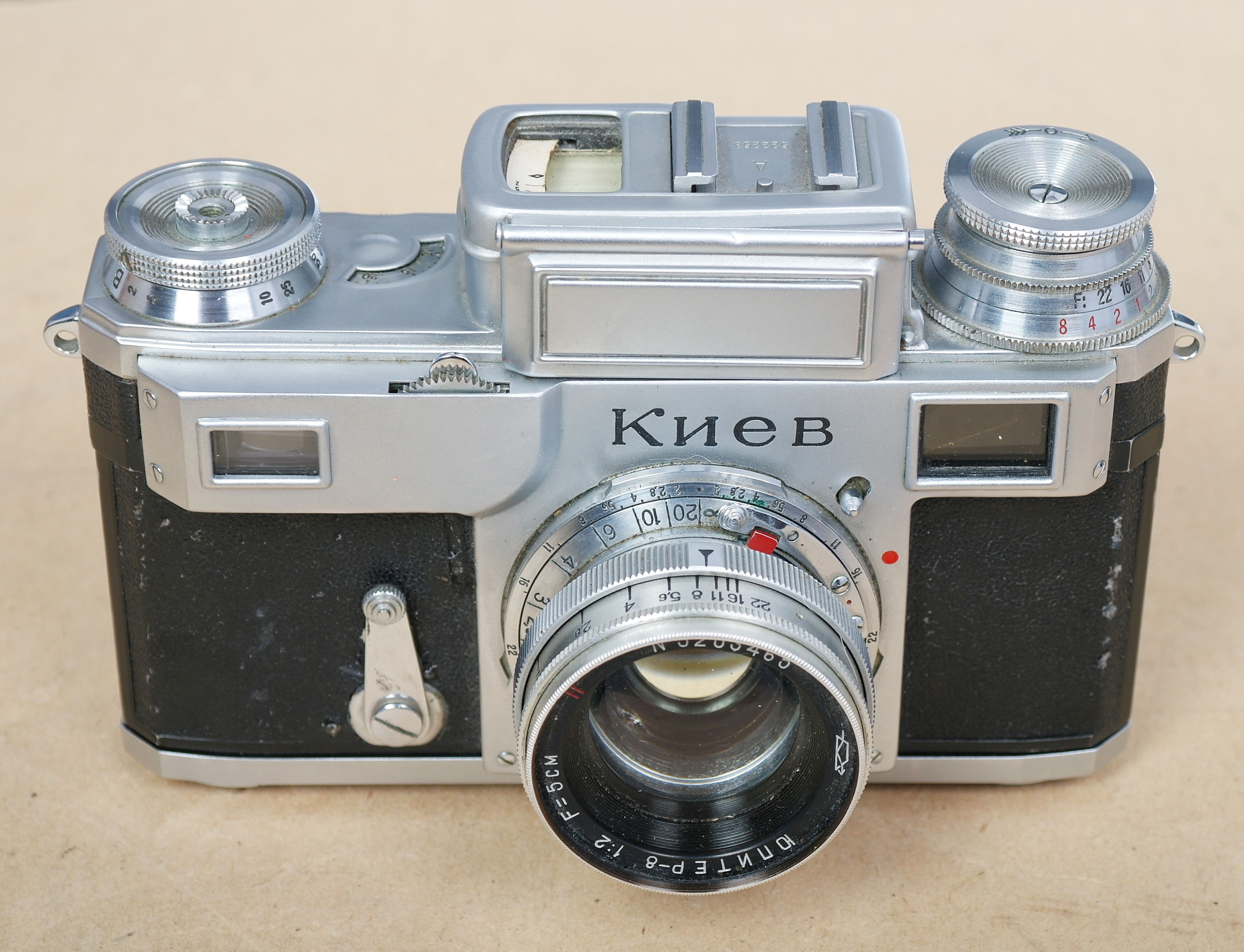
Фотоаппарат «Киев-III», 1952 год

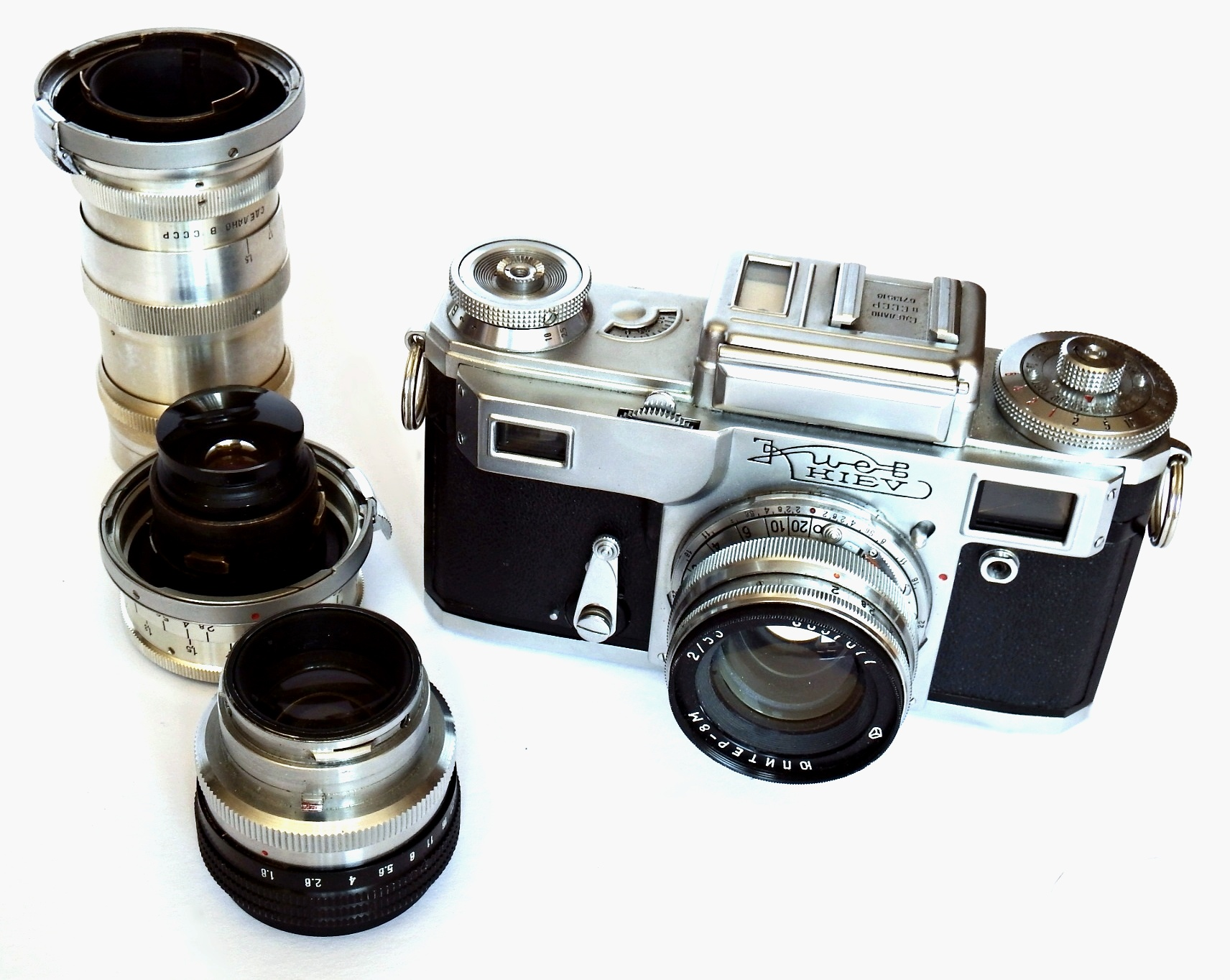
Фотоаппарат «Киев-4» со сменными объективами

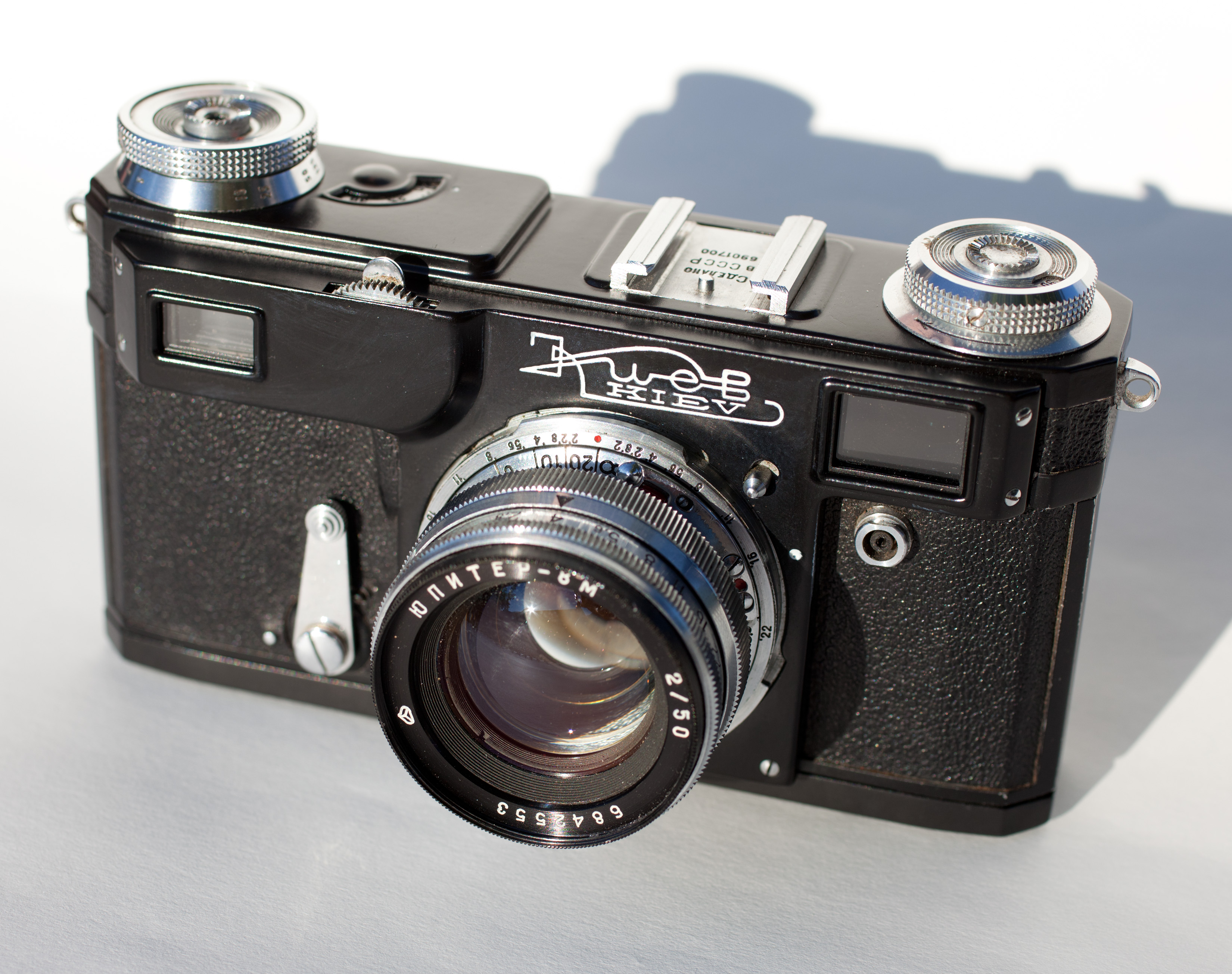
Фотоаппарат «Киев-4А» в чёрном исполнении

За всё время производства дальномерного семейства «Киев» выпущено несколько моделей, название которых никак не обозначалось на корпусе фотоаппаратов. Единственной маркировкой была надпись «Киев», шрифт и дизайн которой менялись несколько раз. Поэтому название конкретной модели принято определять по внешним отличиям камер и году выпуска, отражённому в первых двух цифрах серийного номера. Все модели делятся на две основные группы: с экспонометром и без экспонометра, каждая из которых ведёт происхождение от Contax III и Contax II соответственно:
- фотоаппараты без экспонометра:
  - «Киев-II» (1947—1955)
  - «Киев-IIА» (1956—1958)
  - «Киев-4А» (1958—1980)
  - «Киев-4АМ» (1980—1985)
- фотоаппараты со встроенным несопряжённым экспонометром на основе селенового фотоэлемента:
  - «Киев-III» (1952—1955)
  - «Киев-IIIА» (1956—1958)
  - «Киев-4» (1957—1979)
  - «Киев-4М» (1976—1985)

Первые модели II и III в большинстве современных источников обозначаются арабскими цифрами 2 и 3, но в годы выпуска (в том числе в заводских инструкциях) приняты римские цифры, как в прототипах. Буква «А» в моделях с индексом II и III означает наличие синхроконтакта, отсутствовавшего в оригинальных Contax и первых выпусках «Киев». В модели 4 эта же буква маркирует вариант без экспонометра. Фотоаппараты, собранные на фабрике Цейсса в Зальфельде с 1946 по 1947 год, в среде коллекционеров называют «Киев-1».
Между фотоаппаратами 1940-х и 1970-х годов имеется мало различий, которые не носят принципиального характера:
- В 1956 году в моделях IIA и IIIA добавлен синхроконтакт с коаксиальным PC-разъёмом;
- В 1958 году калькулятор экспонометра и головка обратной перемотки модернизированы по образцу западногерманского Contax IIIa[36][27]. Через год к этому же стилю приведена задняя крышка: замки сделаны «впотай», и убрана откидная опорная площадка[32];
- Изменена резьба штативного гнезда с 3/8 на 1/4 дюйма;

Наиболее масштабная модернизация проведена в 1976 году в моделях с индексом «М»:
- Изменена конструкция головки взвода, заимствованная у неудавшегося «Киев-5»;
- Нестандартная кратчайшая выдержка 1/1250 сек увеличена до 1/1000 сек;
- Головка обратной перемотки плёнки заменена откидной рулеткой;
- Приёмная катушка сделана несъёмной;
- Внедрён «горячий башмак» с центральным контактом для фотовспышек;
- В оформлении корпуса появились пластмассовые детали;

Фотоаппараты «Киев» выпускались только в хромированном исполнении с различным оформлением, в том числе и с надписями на украинском языке и даже без какой-либо маркировки. Последний вариант предназначался для экспорта в страны, где хорошо известны фотоаппараты Contax, сходство с которыми было слишком очевидно. По некоторым данным, партия таких «Киевов» без маркировки в 1963 году была поставлена в США, где продавалась, как Contax No Name.

## Технические характеристики серии «М»
- Тип применяемого фотоматериала — 35-мм перфорированная фотокиноплёнка шириной 35 мм (фотоплёнка типа 135) в стандартных кассетах. Возможно применение специальных двухкорпусных кассет с расходящейся щелью. Размер кадра — 24×36 мм.
- Корпус — из алюминиевого сплава, со съёмной задней стенкой.
- Взвод затвора, перемотка плёнки и установка выдержек производится одной головкой. Обратная перемотка рулеточного типа («Киев-4М» и «Киев-4АМ»). Установка выдержек возможна как при взведённом, так и при спущенном затворе.
- Затвор — фокальный механический, с вертикальным движением гибких шторок, собранных из узких металлических звеньев на шарнирах. Конструкция аналогична рулонным жалюзи.
- Выдержки затвора — от 1 до 1/1000 сек, и «B». Выдержка синхронизации с электронной фотовспышкой — 1/25 с.
- Центральный синхроконтакт «Х», кабельный синхроконтакт с разъёмом PC.
- Штатный объектив — «Юпитер-8М» 2,0/50 или «Гелиос-103» 1,8/53 (с конца 1970-х годов).
- Тип крепления объектива — байонет Contax-Киев, наружный и внутренний.
- Видоискатель телескопический, совмещённый с дальномером. Номинальная база дальномера — 90 мм. Фокусировка возможна вращением диска фокусировки на корпусе аппарата.
- Экспонометр («Киев-3», «Киев-3А», «Киев-4», «Киев-4М») — встроенный несопряжённый на селеновом фотоэлементе, закрывается крышкой в транспортном положении.
- Механический автоспуск.
- На фотоаппарате предусмотрено штативное гнездо с резьбой 1/4 дюйма.

|                       |                         |                      |                       |                       |                        |
| «Киев-II» (1947—1955) | «Киев-IIIА» (1956—1958) | «Киев-4» (1957—1979) | «Киев-4А» (1958—1980) | «Киев-4М» (1976—1985) | «Киев-4АМ» (1980—1985) |

## Фотоаппарат «Киев-5»

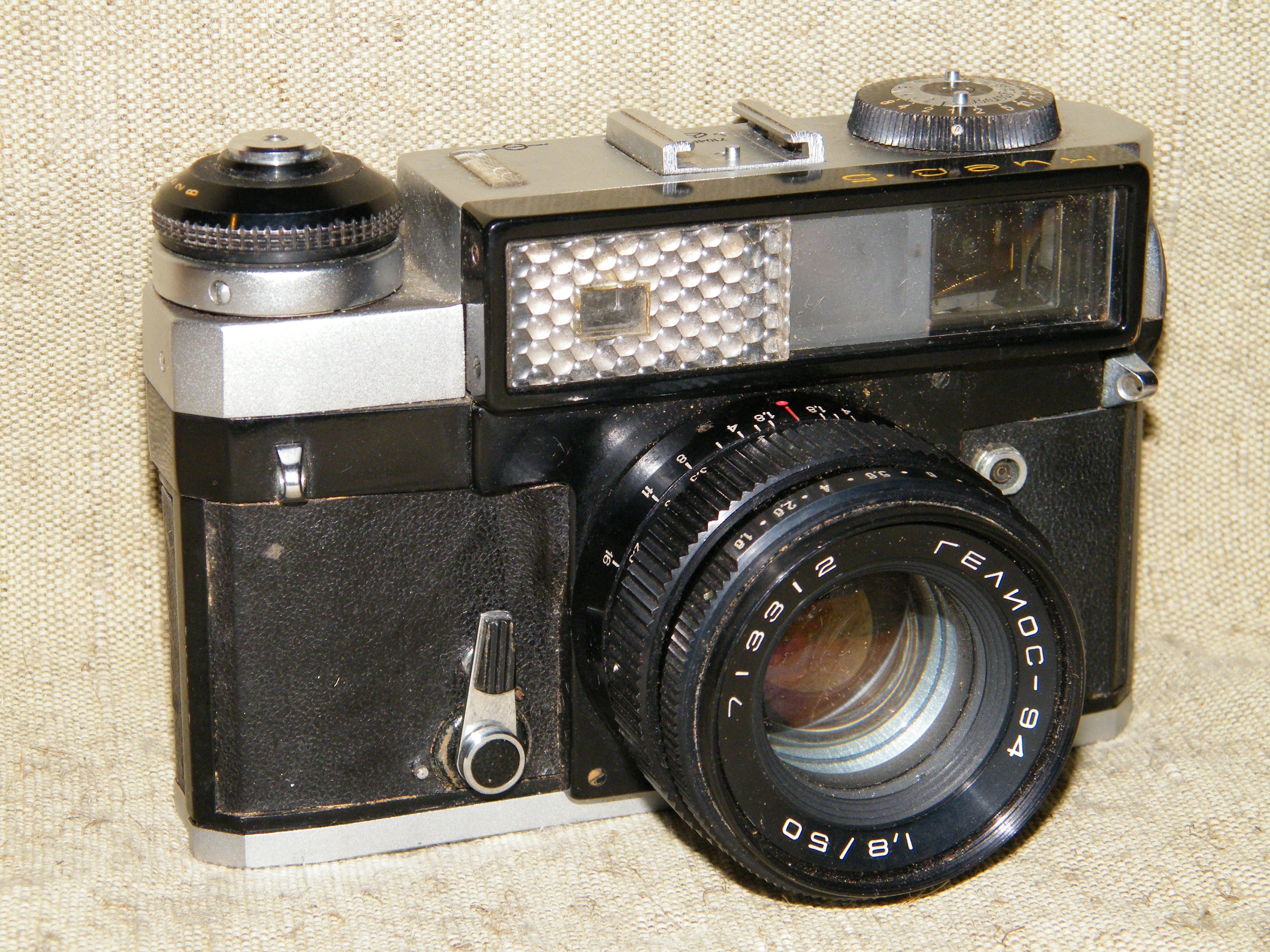
Фотоаппарат «Киев-5»

Модель «Киев-5» была единственной попыткой кардинальной модернизации немецкого прототипа, созданного в 1930-х годах инженерами Zeiss Ikon. Некоторые эксперты считают, что конструкция создана под влиянием так и не увидевшего свет прототипа Contax IV 1961 года. При этом ключевой узел — затвор — так и не претерпел принципиальных изменений. Главными новшествами стал курковый взвод и новая конструкция дальномера, окно которого переместили дальше от спусковой кнопки, где оно часто перекрывалось пальцами и мешало нормально держать камеру (аналогичное изменение было проделано уже в 1950 году на западногерманском варианте Contax IIa), при этом уменьшилась номинальная база дальномера. Исчезло и колесо фокусировки, которая теперь производилась только кольцом оправы объективов. 
Байонет был упрощён, и внутреннее байонетное кольцо исключено из узла. Оставлен только внешний байонет, в оригинале предназначенный только для сменных объективов. Маркировка штатного объектива «Юпитер-8НБ» содержит упоминание о наружном байонете. Таким образом, совместимость с оптикой предыдущих выпусков была утрачена. Неудачные конструкторские решения и общее изменение технологии производства привели к низкой надёжности фотоаппарата, остававшегося на конвейере всего 5 лет с 1968 по 1973 год. Наименее удачным оказался сложный узел куркового взвода, совмещённый с механизмом переключения выдержек, и часто выходивший из строя. Однако, небольшой тираж фотоаппаратов «Киев-5» сделал его коллекционной редкостью, востребованной на современном рынке редкой фототехники.

## Объективы для дальномерных фотоаппаратов «Киев»
Для штатных (нормальных объективов) использовался внутренний байонет, для сменных — наружный.
| Модель     | Иллюстрация | Фокусное расстояние | Относительное отверстие | Байонет    | Угол поля зрения объектива | Применение                    |
| ---------- | ----------- | ------------------- | ----------------------- | ---------- | -------------------------- | ----------------------------- |
| Орион-15   |             | 28                  | 6,0                     | наружный   | 75°                        | широкоугольный                |
| Юпитер-12  |             | 35                  | 2,8                     | наружный   | 62,5°                      | широкоугольный объектив       |
| Юпитер-8   |             | 50                  | 2,0                     | внутренний | 45°                        | штатный (нормальный объектив) |
| Юпитер-3   |             | 50                  | 1,5                     | внутренний | 45°                        | нормальный объектив           |
| Гелиос-103 |             | 53                  | 1,8                     | внутренний | 45°                        | штатный (нормальный объектив) |
| Юпитер-9   |             | 85                  | 2,0                     | наружный   | 28,8°                      | длиннофокусный объектив       |
| Юпитер-11  |             | 133                 | 4,0                     | наружный   | 18,5°                      | длиннофокусный объектив       |

## Оценка фотоаппаратов
Несмотря на высокую сложность затвора и дальномера, фотоаппараты «Киев» первых выпусков отличались надёжностью, унаследованной от немецкого прототипа. При этом, в отличие от сравнительно простых «ФЭДов», «Зорких» и даже «Зенитов», ремонт был трудоёмким, и доступным только мастерам с самой высокой квалификацией. Отличались фотоаппараты и высокой ценой — «Киев-4АМ» без экспонометра стоил 135 рублей, тогда как зеркальный «Зенит-Е» с экспонометром и светосильным объективом «Гелиос-44» продавался за 100.
В то же время, к середине 1970-х годов дальномерные «Киевы» значительно уступили позиции новейшей зеркальной аппаратуре. Камеры оставались популярны среди фотографов-бытовиков, снимающих школьные и детсадовские групповые фотографии и постановочные портреты, поскольку были неприхотливы при высоком качестве получаемых негативов. В фотожурналистике и других отраслях, где требовалась оперативность и универсальность, уже повсеместно использовались однообъективные зеркальные фотоаппараты. 
К началу 1980-х годов завод «Арсенал» делал основную ставку на зеркальное семейство «Киев-17» и среднеформатные зеркальные «Киев-6С» и «Киев-88». Внимание энтузиастов камеры вновь привлекли после Перестройки, когда широкой публике в СССР стало известно их настоящее происхождение и культовый статус. Тогда же появились фальшивые «Контаксы», переделанные из советских фотоаппаратов для продажи за рубеж.